# Victor Bodson
Victor Bodson (Ciutat de Luxemburg, 1902 - Mondorf-les-Bains, 1984) fou un polític luxemburguès que va ser ministre diverses vegades al seu país així com membre de la Comissió Europea entre 1967 i 1970.
Va néixer el 24 de març de 1902 a la ciutat de Luxemburg. Membre actiu de la resistència luxemburguesa contra els nazi durant la Segona Guerra Mundial ajudà als jueus a escapar-se del règim de persecució alemany durant l'Holocaust, per la qual cosa fou guardonat amb el títol de Justos entre les Nacions per part de l'Estat d'Israel. Morí el 29 de juny de 1984 a la població de Mondorf-les-Bains, situada al cantó de Remich.
Membre del Partit Socialista dels Treballadors (LSAP), entre 1940 i 1947, i novament entre 1951 i 1959, fou nomenat Ministre de Transports, Obres Públiques i Justícia en els governs de Pierre Dupong i Joseph Bech. Entre 1964 i 1967 fou president de la Cambra de Diputats de Luxemburg. El juliol de 1967 abandonà la política nacional per esdevenir membre de la Comissió Rey, en la qual fou nomenat Comissari Europeu de Transport, càrrec que desenvolupà fins al 1970.